# Bureaux du Cœur
Bureaux du Cœur est une association loi 1901 française fondée en 2020 par Pierre-Yves Loaëc. Elle organise un réseau d'entreprises prêtes à héberger temporairement des personnes en situation de précarité et de pauvreté en exploitant les espaces des bureaux inoccupés dans le but de proposer un cadre sécurisé la nuit et le week-end. L'intermédiaire est réalisé avec des associations et d'acteurs sociaux du milieu.
En mars 2024, l'association et son réseau a hébergé au total plus de 250 personnes pour 40 000 nuitées. Elle s'appuie sur cent bénévoles membres et un réseau de 200 entreprises participantes.

## Histoire
L'association est fondée par Pierre-Yves Loaëc en 2020, peu avant le début de la pandémie de Covid-19 en France, dirigeant de l’agence de communication Nobilito,. Il est président du Centre des jeunes dirigeants (CJD) de Nantes,. L'idée lui vient fin 2019 en constatant qu'une femme près de son bureau vit dans la rue alors que son entreprise dispose « d'une cuisine, d’une douche, des toilettes » et qu'il manque alors peu pour « proposer à cette femme de l’accueillir avec dignité », mais n'ose jamais lui parler,,,. Il convainc alors une quinzaine de ses homologues de se lancer avec l'objectif de proposer à des personnes en situation de précarité un accueil dans des locaux professionnels, en dehors des heures de travail,,.

## Principes
Face aux questions humaines, techniques et d'assurances, Pierre-Yves Loaëc oriente le concept vers un modèle associatif avec pour mission unique que celle de s'occuper du logement. Selon Loaëc, l'association fait d'abord face à une certaine réticence des associations du secteur, qui craignent de se voir « parasiter [par] leurs actions [avec] une certaine forme de concurrence ». Parallèlement, l'association doit tempérer des stéréotypes ancrés concernant les sans-abris sur leur supposé manque d’hygiène, leurs addictions et leur délinquance. En outre, les entreprises partenaires peuvent être soumises aux réticences des courtiers d'assurances. Deux grands assureurs, dont Axa, finissent par trouver un intérêt à ce que quelqu'un soit hébergé dans des locaux professionnels la nuit, puisqu'ils constatent une diminution du risque de cambriolage et se mettent à prévoir une clause « Bureaux du coeur » dans son contrat pour les petites ou moyennes entreprises (PME) sans surcoût,,.
Ce réseau de partenaires accueille ces « invités » en réinsertion ou en reconversion professionnelle, qui une fois les critères validés, sont mis en relation avec « hôte » et l'« invité » par l’intermédiaire des associations et d'acteurs sociaux du milieu le long de l'hébergement,. Cela comprend les travailleurs pauvres, les étudiants, les demandeurs d'asile, les réfugiés, ou encore les femmes victimes de violences. Ces « invités » doivent être majeurs, seuls, ne pas être en situation irrégulière, ou en passe de ne plus l'être, sans addiction lourde, ni manifester de troubles psychiques ou nécessiter d'un traitement médical lourd,,. Un suivi mensuel est organisé entre les trois parties et encadré par une convention. La convention s'écoule sur une période de trois mois, renouvelable une fois.
Pierre-Yves Loaëc reconnaît que si l'association ne va « pas résoudre les problèmes du mal-logement », elle permet cependant « libère[r] de l'espace », car « les bureaux sont vides 70 % du temps ». Au-delà de l’hébergement, le fondateur cite une mobilisation spontanée des collaborateurs pour aider l'« invité » à « refaire son CV » ou à traiter des questions administratives tout en lui faisant bénéficier du réseau de contacts de l'entreprise hôte.

## Développement du réseau

### Genèse
Depuis sa création, les Bureaux du cœur connaît un attrait et une reconnaissance croissants. En février 2021, au bout d'un an, l'association a hébergé au total une dizaine de personnes, dans l'optique de démontrer la viabilité du concept avant de le développer. L'association reçoit à cette période en moyenne trois demandes par jour selon Pierre-Yves Loaëc, totalisant plus d'une centaine de candidatures, dont un grand groupe de ressources humaines envisageant de reproduire ce modèle dans leurs agences. Des référents sont nommés à Paris et à Lille pour s'étendre hors de Nantes. En janvier 2022, Kinda Garman est nommée Directrice Générale,. 

### Immersion dans le tissu associatif
Au fil des mois, l'association se lie au tissu associatif avec des organismes comme la Croix-Rouge française, les Centres communaux d'action sociale (CCAS) ou encore les Centres hospitaliers universitaires (CHU). En janvier 2023, l'association compte 55 entreprises hôtes. En avril 2023, 150 personnes ont été hébergées depuis la création de l'association, avec un réseau d'entreprises partenaires atteignant 85. Les Bureaux du cœur sont alors la seule association à mobiliser des entreprises pour ouvrir leurs locaux aux sans-abri, même si la ville de Paris, impliquée dans plusieurs initiatives d'occupation temporaire, sollicite les promoteurs immobiliers pour mettre à disposition de l'État des locaux vides. 
En novembre 2023, les Bureaux du cœur, présents dans 22 villes, avaient accueilli 220 personnes, parmi lesquelles certaines ont obtenu un emploi ou un logement. À cette date 120 associations identifiées par des structures sociales sont partenaires du réseau et l'association Bureaux du cœur ambitionne de s'implanter dans les 40 plus grandes villes de France. Le réseau d'entre 120 à 150 entreprises héberge simultanément 140 personnes,.

### Engouement croissant
En février 2024, entre 250 et 300 personnes ont été aidées par près de 250 entreprises membres sur le territoire. Pierre-Yves Loaëc vise un objectif de « 1 500 d'ici à cinq ans, ce qui permettrait d'avoir aidé à peu près 7.500 personnes ». Initialement, l'association compte principalement des PME de services en centre-ville, mais elle inclut de plus en plus des grands groupes et des industriels. À la même période, l'association est en discussion avec un site Seveso et une banque nationale.
En mars 2024, l'association dépasse les 40 000 nuitées et réunit cent bénévoles membres de l'association. Le réseau de 200 entreprises est engagé sur 30 villes en France, et à l'étranger à Lisbonne, Barcelone et Bruxelles. L'objectif d'hébergement de 7 500 personnes est fixé d’ici à 2030. L'association est sélectionnée comme bénéficiaire de l'édition 2024 de l'événement caritatif ZEvent.